# Scleria neocaledonica
Scleria neocaledonica är en halvgräsart som beskrevs av Alfred Barton Rendle. Scleria neocaledonica ingår i släktet Scleria och familjen halvgräs.
Artens utbredningsområde är Nya Kaledonien. Inga underarter finns listade i Catalogue of Life.